# Нотр-Дам-де-Курсон
Нотр-Дам-де-Курсо́н (фр. Notre-Dame-de-Courson) — колишній муніципалітет у Франції, у регіоні Нормандія, департамент Кальвадос. Населення — 430 осіб (2011).
Муніципалітет був розташований на відстані близько 155 км на захід від Парижа, 55 км на південний схід від Кана.

## Історія
До 2015 року муніципалітет перебував у складі регіону Нижня Нормандія. Від 1 січня 2016 року належав до нового об'єднаного регіону Нормандія.
1 січня 2016 року Нотр-Дам-де-Курсон, Окенвіль, Лез-Отель-Сен-Базіль, Беллу, Серке, Шеффревіль-Тоннанкур, Ла-Крупт, Фамії, Фервак, Ертеван, Ліваро, Ле-Меній-Бакле, Ле-Меній-Дюран, Ле-Меній-Жермен, Мель, Ле-Мутьє-Юбер, Прео-Сен-Себастьян, Сент-Маргерит-де-Лож, Сен-Мартен-дю-Меній-Урі, Сен-Мішель-де-Ліве, Сент-Уан-ле-У i Тортізамбер було об'єднано в новий муніципалітет Ліваро-Пеї-д'Ож.

## Демографія
Динаміка населення (Insee ):
Розподіл населення за віком та статтю (2006):
| Стать | Всього | До 15 років | 15-24 | 25-44 | 45-64 | 65-85 | Понад 85 |
| --- | ------ | ----------- | ----- | ----- | ----- | ----- | -------- |
| Чоловіки | 204    | 56          | 8     | 52    | 44    | 44    | 0        |
| Жінки | 204    | 60          | 12    | 56    | 28    | 48    | 0        |
| \| Статево-вікова піраміда \| Статево-вікова піраміда \| Статево-вікова піраміда \| \| ----------------------- \| ----------------------- \| ----------------------- \| \| Чоловіки \| Вік \| Жінки \| \| 0 \| 85 + \| 0 \| \| 12 \| 80-84 \| 0 \| \| 12 \| 75-79 \| 4 \| \| 8 \| 70-74 \| 24 \| \| 12 \| 65-69 \| 20 \| \| 8 \| 60-64 \| 8 \| \| 8 \| 55-59 \| 4 \| \| 8 \| 50-54 \| 8 \| \| 20 \| 45-49 \| 8 \| \| 12 \| 40-44 \| 4 \| \| 12 \| 35-39 \| 24 \| \| 24 \| 30-34 \| 20 \| \| 4 \| 25-29 \| 8 \| \| 4 \| 20-24 \| 8 \| \| 4 \| 15-20 \| 4 \| \| 12 \| 10-14 \| 16 \| \| 24 \| 5-9 \| 16 \| \| 20 \| 0-4 \| 28 \| |        |             |       |       |       |       |          |
| Статево-вікова піраміда |        |             |       |       |       |       |          |
| Чоловіки | Вік    | Жінки       |       |       |       |       |          |
| 0 | 85 +   | 0           |       |       |       |       |          |
| 12 | 80-84  | 0           |       |       |       |       |          |
| 12 | 75-79  | 4           |       |       |       |       |          |
| 8 | 70-74  | 24          |       |       |       |       |          |
| 12 | 65-69  | 20          |       |       |       |       |          |
| 8 | 60-64  | 8           |       |       |       |       |          |
| 8 | 55-59  | 4           |       |       |       |       |          |
| 8 | 50-54  | 8           |       |       |       |       |          |
| 20 | 45-49  | 8           |       |       |       |       |          |
| 12 | 40-44  | 4           |       |       |       |       |          |
| 12 | 35-39  | 24          |       |       |       |       |          |
| 24 | 30-34  | 20          |       |       |       |       |          |
| 4 | 25-29  | 8           |       |       |       |       |          |
| 4 | 20-24  | 8           |       |       |       |       |          |
| 4 | 15-20  | 4           |       |       |       |       |          |
| 12 | 10-14  | 16          |       |       |       |       |          |
| 24 | 5-9    | 16          |       |       |       |       |          |
| 20 | 0-4    | 28          |       |       |       |       |          |

## Економіка
2010 року серед 242 осіб працездатного віку (15—64 років) 183 були активними, 59 — неактивними (показник активності 75,6%, у 1999 році було 63,2%). З 183 активних мешканців працювали 164 особи (89 чоловіків та 75 жінок), безробітними було 19 (10 чоловіків та 9 жінок). Серед 59 неактивних 19 осіб було учнями чи студентами, 25 — пенсіонерами, 15 були неактивними з інших причин.

У 2010 році в муніципалітеті числилось 165 оподаткованих домогосподарств, у яких проживали 443,5 особи, медіана доходів виносила 14 850 євро на одного особоспоживача